# Équipe du Maroc de football à la Coupe d'Afrique des nations 1988
 (décembre 2017).
Si vous disposez d'ouvrages ou d'articles de référence ou si vous connaissez des sites web de qualité traitant du thème abordé ici, merci de compléter l'article en donnant les références utiles à sa vérifiabilité et en les liant à la section « Notes et références ».
L'Équipe du Maroc de football participa à la Coupe d'Afrique des nations de football 1988, ce qui constitua sa sixième participation en Coupe d'Afrique des Nations. Pour cette édition, le Maroc termine à la quatrième place, en inscrivant trois buts et en encaissant trois buts.

## Résumé
Le Maroc, pays organisateur, se présente à la CAN 1988, en tant que l’une des huit nations représentées.

## Qualifications
Le Maroc participe à la CAN 1988 en tant que pays organisateur.

## Phase finale

### Effectif
| Num.          | Pos. | Nom                                               | Équipe              | Équipe | Date de naissance (âge) | J. | Buts |   |   |   |
| ------------- | ---- | ------------------------------------------------- | ------------------- | ------ | ----------------------- | -- | ---- | - | - | - |
| 1             | GB   | Badou Zaki (Capitaine)                            | RCD Majorque        |        | 02.04.1959 (28 ans)     | 3  | 0    | 0 | 0 | 0 |
| 12            | GB   | Hassan Rafahya                                    | Kawkab de Marrakech |        |                         | 0  | 0    | 0 | 0 | 0 |
| 22            | GB   | Khalil Azmi                                       | Wydad de Casablanca |        | 23.08.1964 (23 ans)     | 2  | 0    | 0 | 0 | 0 |
| 2             | D    | Tijani El Maataoui                                | Raja de Casablanca  |        | 17.12.1963 (24 ans)     | 5  | 0    | 1 | 0 | 0 |
| 3             | D    | Abdelmajid Lamriss                                | FAR de Rabat        |        | 12.02.1959 (29 ans)     | 4  | 0    | 0 | 0 | 0 |
| 4             | D    | Mustapha El Biyaz                                 | F.C. Penafiel       |        | 12.12.1960 (27 ans)     | 5  | 0    | 1 | 0 | 0 |
| 5             | D    | Fadel Jilal                                       | Wydad de Casablanca |        | 04.03.1964 (24 ans)     | 0  | 0    | 0 | 0 | 0 |
| 13            | D    | Mourad Jabrane                                    | Hassania d'Agadir   |        |                         | 1  | 0    | 0 | 0 | 0 |
| 15            | D    | Hassan Mouahid                                    | Raja de Casablanca  |        |                         | 4  | 0    | 0 | 0 | 0 |
| 6             | M    | Abdelmajid Dolmy                                  | CLAS de Casablanca  |        | 12.04.1953 (34 ans)     | 2  | 0    | 0 | 0 | 0 |
| 7             | M    | Mustapha El Haddaoui                              | AS Saint-Étienne    |        | 28.07.1961 (26 ans)     | 4  | 1    | 0 | 0 | 0 |
| 8             | M    | Aziz Bouderbala                                   | FC Sion             |        | 26.12.1960 (27 ans)     | 4  | 0    | 1 | 0 | 0 |
| 10            | M    | Mohamed Timoumi                                   | KSC Lokeren         |        | 15.01.1960 (28 ans)     | 3  | 0    | 0 | 0 | 0 |
| 14            | M    | Lahcen Ouadani «Hcina»                            | FAR de Rabat        |        | 14.02.1959 (29 ans)     | 5  | 0    | 1 | 0 | 0 |
| 16            | M    | Moulay Hachem El Gharef «El Ghorf»                | CD Tenerife         |        | 1960 (28 ans)           | 5  | 0    | 1 | 0 | 0 |
| 18            | M    | Hassan Benabicha                                  | Wydad de Casablanca |        | 15.04.1964 (23 ans)     | 2  | 0    | 0 | 0 | 0 |
| 9             | A    | Abdelkrim Merry «Krimau» (Capitaine au 1er match) | Matra Racing        |        | 13.01.1955 (33 ans)     | 4  | 1    | 0 | 0 | 0 |
| 11            | A    | Hassan Fadil                                      | RCD Majorque        |        | 03.02.1963 (25 ans)     | 1  | 0    | 0 | 0 | 0 |
| 17            | A    | Abderrazak Khairi                                 | FAR de Rabat        |        | 20.11.1962 (25 ans)     | 4  | 0    | 1 | 1 | 0 |
| 19            | A    | Mustapha Kiddi                                    | Kawkab de Marrakech |        | 16.01.1964 (24 ans)     | 1  | 0    | 0 | 0 | 0 |
| 20            | A    | Hassan Nader                                      | Wydad de Casablanca |        | 08.07.1965 (22 ans)     | 1  | 1    | 0 | 0 | 0 |
| 21            | A    | Abderrahim Hamraoui                               | Raja de Casablanca  |        | 1960 (28 ans)           | 2  | 0    | 0 | 0 | 0 |
| Sélectionneur |      |                                                   |                     |        |                         |    |      |   |   |   |
|               |      | José Mehdi Faria                                  |                     |        | 26.04.1933 (54 ans)     | 5  | -    | - | - | 0 |

Le gardien Hassan Rafahya et le défenseur Fadel Jilal sont les seuls joueurs à n'avoir disputé aucun match avec l'équipe du Maroc à la CAN 1988.

### Premier tour

#### Groupe A
| 13 mars 1988 | Maroc            | 1 – 1 | Zaïre                      | Stade Mohammed-V, Casablanca                        |                                                     |
|              | Merry 43e (pen.) |       | 88e Loutonadio dit Morceau | Spectateurs : 80 000 Arbitrage : Gebreyesus Tesfaye | Spectateurs : 80 000 Arbitrage : Gebreyesus Tesfaye |
|              | Rapport          |       |                            | Spectateurs : 80 000 Arbitrage : Gebreyesus Tesfaye | Spectateurs : 80 000 Arbitrage : Gebreyesus Tesfaye |

| 13 mars 1988 | Côte d'Ivoire | 1 – 1 | Algérie      | Stade Mohammed-V, Casablanca                        |                                                     |
|              | A. Traoré 48e |       | 16e Belloumi | Spectateurs : 80 000 Arbitrage : Eganaden Cadressen | Spectateurs : 80 000 Arbitrage : Eganaden Cadressen |
|              | Rapport       |       |              | Spectateurs : 80 000 Arbitrage : Eganaden Cadressen | Spectateurs : 80 000 Arbitrage : Eganaden Cadressen |

| 16 mars 1988 | Côte d'Ivoire | 1 – 1 | Zaïre       | Stade Mohammed-V, Casablanca                   |                                                |
|              | A. Traoré 74e |       | 37e Kabongo | Spectateurs : 45 000 Arbitrage : Ali Bennaceur | Spectateurs : 45 000 Arbitrage : Ali Bennaceur |
|              | Rapport       |       |             | Spectateurs : 45 000 Arbitrage : Ali Bennaceur | Spectateurs : 45 000 Arbitrage : Ali Bennaceur |

| 16 mars 1988 | Maroc           | 1 – 0 | Algérie | Stade Mohammed-V, Casablanca                  |                                               |
|              | El Haddaoui 52e |       |         | Spectateurs : 78 000 Arbitrage : Idrissa Sarr | Spectateurs : 78 000 Arbitrage : Idrissa Sarr |
|              | Rapport         |       |         | Spectateurs : 78 000 Arbitrage : Idrissa Sarr | Spectateurs : 78 000 Arbitrage : Idrissa Sarr |

| 19 mars 1988 | Algérie      | 1 – 0 | Zaïre | Stade Mohammed-V, Casablanca                          |                                                       |
|              | Ferhaoui 36e |       |       | Spectateurs : 75 000 Arbitrage : Hugues Joseph Mongbo | Spectateurs : 75 000 Arbitrage : Hugues Joseph Mongbo |
|              | Rapport      |       |       | Spectateurs : 75 000 Arbitrage : Hugues Joseph Mongbo | Spectateurs : 75 000 Arbitrage : Hugues Joseph Mongbo |

| 19 mars 1988 | Maroc   | 0 – 0 | Côte d'Ivoire | Stade Mohammed-V, Casablanca                  |
|              |         |       |               | Spectateurs : 80 000 Arbitrage : Ally Hafidhi |
|              | Rapport |       |               |                                               |

| Place | Pays          | Pts | J | V | N | D | Buts + | Buts - | Diff. |
| 1er   | Maroc         | 4   | 3 | 1 | 2 | 0 | 2      | 1      | +1    |
| 2e    | Algérie       | 3   | 3 | 1 | 1 | 1 | 2      | 2      | 0     |
| 3e    | Côte d'Ivoire | 3   | 3 | 0 | 3 | 0 | 2      | 2      | 0     |
| 4e    | Zaïre         | 2   | 3 | 0 | 2 | 1 | 2      | 3      | -1    |

- L'Algérie qualifiée après tirage au sort.

### Demi-finales
| 23 mars 1988 | Maroc   | 0 – 1 | Cameroun     | Stade Mohammed-V, Casablanca                        |                                                     |
|              |         |       | 78e Makanaky | Spectateurs : 45 000 Arbitrage : Eganaden Cadressen | Spectateurs : 45 000 Arbitrage : Eganaden Cadressen |
|              | Rapport |       |              | Spectateurs : 45 000 Arbitrage : Eganaden Cadressen | Spectateurs : 45 000 Arbitrage : Eganaden Cadressen |

### Match pour la3eplace
| 26 mars 1988                                                    | Maroc             | 1 – 1                                                       | Algérie      | Stade Mohammed-V, Casablanca                  |                                               |
|                                                                 | Nader 67e         |                                                             | 87e Belloumi | Spectateurs : 10 000 Arbitrage : Ally Hafidhi | Spectateurs : 10 000 Arbitrage : Ally Hafidhi |
|                                                                 | Rapport           |                                                             |              | Spectateurs : 10 000 Arbitrage : Ally Hafidhi | Spectateurs : 10 000 Arbitrage : Ally Hafidhi |
| El Gharef · Benabicha · Ouadani · El Maataoui · Timoumi · Nader | Tirs au but 3 – 4 | Yahi · Djahmoune · Merzekane · Chaib · Megharia · Belgherbi |              | Spectateurs : 10 000 Arbitrage : Ally Hafidhi | Spectateurs : 10 000 Arbitrage : Ally Hafidhi |

### Buteurs
1 but
- Abdelkrim Merry Krimau
- Mustapha El Haddaoui
- Hassan Nader

### Meilleur joueur de la compétition
Le joueur marocain Aziz Bouderbala fut désigné meilleur joueur de la compétition.